# Wilhelm Sutor
Joseph Wilhelm Sutor(* 1774 in Edelstetten, Schwaben; † 7. September 1828 in Linden bei Hannover) war ein deutscher Opernsänger (Tenor), Dirigent, Komponist, Kapellmeister, Chorleiter und Konzertmeister. Er komponierte etwa die Bühnenmusik zu Shakespeares Macbeth, hinterließ Opern, Oratorien und Kantaten.

## Leben
Wilhelm Sutor wuchs als Sohn eines an der Münchener Liebfrauenkirche tätigen Chorsängers auf. Er studierte Gesang bei dem seinerzeit ebenfalls in München tätigen Johann Evangelist Valesi, bei dem Carl Maria von Weber einer seiner Kommilitonen war. Daneben studierte Sutor auch Musiktheorie und Komposition.
Seine erste Anstellung erhielt Sutor bei Joseph von Stubenberg, dem letzten Fürstbischof des Bistums Eichstätt. 1806 wechselte Sutor zum Hoftheater in Stuttgart, wo er als Sänger, Dirigent und Komponist wirkte. Als Stuttgarter „Capellmeister“ bewarb sich Wilhelm Sutor am 7. September 1816 für eine Anstellung am Morettischen Opernhaus in Dresden. Da Sutor jedoch „gar keine hervorragende Leistung, wohl aber mancher zweifelhafte Charakterzug“ nachgesagt wurde, erhielt schließlich Carl Maria von Weber die Dresdner Stelle.
1817 ging Sutor nach Hannover; der Residenzstadt des wenige Jahre zuvor durch den Wiener Kongress zum Königreich Hannover erhobenen ehemaligen Kurfürstentums Hannover mangelte es seinerzeit durch die noch andauernde Personalunion zwischen Großbritannien und Hannover jedoch noch an der Anwesenheit des Landesherrn mit seinem Hofstaat. In Hannover trat Sutor 1817 zunächst die Nachfolge von Anton Lüders (1770–1823) als Orchesterdirektor an. Zum 2. Januar 1818 erhielt Sutor dann die Stellung als Königlich Hannoverscher und Großbritannischer Hofkapellmeister; bis zu seinem Tode wirkte er in diesem Amt im hannoverschen Schlossopernhaus am Leineschloss.